# شفيق صرصار
محمد شفيق صرصار ولد في 8 يناير 1966 في تونس العاصمة، هو محامي وجامعي تونسي، شغل منصب رئيس الهيئة العليا المستقلة للانتخابات بين 9 يناير 2014 و9 مايو 2017.

## السيرة الذاتية
هو أستاذ محاضر في كلية الحقوق والعلوم السياسية بتونس وهو متحصل على دكتوراه دولة في القانون العام سنة 2008 والشهادة الدولية في معهد التعليم عن بعد كورث بوش سويسرا سنة 2007 إلى جانب شهادة الدراسات المعمقة في القانون العام الداخلي التي تحصل عليها سنة 1990 وشهادة الكفاءة في مهنة المحاماة سنة 1989 والإجازة في القانون العام بكلية الحقوق تونس سنة 1988 وشغل الاستاذ شفيق صرصار في مسيرته المهنية العديد من الخطط الوظيفية داخل الجامعة وخارجها حيث تولى إدارة قسم العلوم السياسية بجامعة تونس المنار في تونس كما عين عضوا في الهيئة العليا لتحقيق أهداف الثورة والإصلاح السياسى والانتقال الديمقراطى وكان عضوا ناشطا في لجنة الخبراء في هذه الهيئة وهو عضو موسس بالجمعية العربية للقانون الدستورى.